# Uran(IV)-iodid
Uran(IV)-iodid ist eine anorganische chemische Verbindung des Urans aus der Gruppe der Iodide.

## Darstellung
Uran(IV)-iodid kann durch Reaktion von Uran mit einem Überschuss an Iod gewonnen werden.
{\displaystyle {\ce {U + 2 I2 -> UI4}}}

## Eigenschaften
Uran(IV)-iodid ist ein schwarzer Feststoff, der in Form nadelförmigen Kristallen vorliegt. Bei Erhitzung zersetzt er sich unter teilweisem Zerfall zu Uran(III)-iodid und Iod. Es kristallisiert monoklin, Raumgruppe C2/c (Raumgruppen-Nr. 15) mit den Gitterparametern a = 1396,7 pm, b = 847,2 pm, c = 751 pm und β = 90,54°.